# Timarcha maritima
Timarcha maritima (лат.) — вид жесткокрылых насекомых (жуков) из рода Timarcha подсемейства хризомелин семейства листоедов.
Впервые описан учёным-энтомологом Перрисом в 1855 году.

## Описание
Жук блестяще-чёрного цвета. Размер — около 2 см.
Внешне напоминает Timarcha tenebricosa, однако несколько меньше по размеру и обладает более жёсткими надкрыльями.

## Распространение
Эндемик Франции. Обитает преимущественно в прибрежной зоне на северо-западе этой страны.